# Vuelo 1080 de Aeroflot
El vuelo 1080 de Aeroflot fue un vuelo doméstico de pasajeros de la Unión Soviética que conectaba Ekaterimburgo, Rusia, con Kostanái, Kazajistán, y que se estrelló de noche poco después del despegue el 7 de octubre de 1978. Los 38 pasajeros y tripulantes a bordo murieron en el accidente, que ocurrió cuando uno de los motores falló debido a la formación de hielo durante el ascenso inicial. En ese momento, fue el segundo peor accidente en la historia del Yakovlev Yak-40, que había entrado en servicio operativo con Aeroflot apenas diez años antes.

## Aeronave y vuelo
El Yak-40 involucrado en el accidente, con matrícula CCCP-87437, había entrado en servicio en 1974 y acumulaba cerca de 6.300 horas de vuelo en el momento del siniestro. El vuelo 1080 estaba siendo operado por la Administración de Aviación Civil de Kazajistán bajo la marca de Aeroflot. A bordo viajaban 34 pasajeros, incluidos cuatro niños, y cuatro tripulantes. La tripulación estaba compuesta por dos pilotos, un ingeniero de vuelo y una azafata. El vuelo cubría una ruta doméstica desde el aeropuerto de Sverdlovsk-Koltsovo, en Ekaterimburgo, Rusia, hasta el aeropuerto de Kostanái, en el norte de Kazajistán. La noche del accidente, el cielo estaba nublado y había lluvias ligeras, con una temperatura ambiente de 5 °C.

## Accidente
A las 19:48 hora de Ekaterimburgo (YEKT) del 7 de octubre de 1978, el vuelo 1080 de Aeroflot inició su carrera de despegue en la pista 26 del aeropuerto de Sverdlovsk-Koltsovo. Debido a la presencia de un viento cruzado y al hecho de que la aeronave estaba cargada por encima de su peso máximo permitido, despegó a una velocidad de 205 km/h (110 nudos). A las 19:50, la tripulación informó al control de tráfico aéreo que su motor izquierdo había fallado.
Apenas a 100 metros de altura, el avión comenzó a girar hacia la izquierda. A las 19:51, los controladores observaron un destello y un incendio en una ladera arbolada cerca del aeropuerto. La aeronave había chocado contra árboles mientras aún estaba a 23 metros (75 pies) del suelo y se estrelló poco después, destruyendo el fuselaje y separando la cola y los estabilizadores traseros. Las 38 personas a bordo del vuelo 1080 fallecieron en la catástrofe.

## Investigación
La comisión investigadora del Instituto Estatal de Investigación de Aviación Civil de la Unión Soviética determinó que el accidente fue causado por un error de la tripulación. La aeronave estaba cargada más allá de los límites especificados, lo que requería un empuje adicional durante el despegue. La tripulación no tuvo en cuenta las condiciones de formación de hielo presentes en el momento del accidente. Los tres motores se vieron afectados por una acumulación de hielo; el motor izquierdo falló poco después del despegue, mientras que los motores derecho y central no generaron suficiente potencia. La comisión también señaló como factor contribuyente el fallo del control de tráfico aéreo al no advertir sobre el terreno cercano después de autorizar al avión a girar a la izquierda tras el despegue a una altitud de solo 100 metros.